# Fêtes et jours fériés en Russie
Pour les jours fériés en Union soviétique, voir jours fériés en Union soviétique.
 (juin 2017).

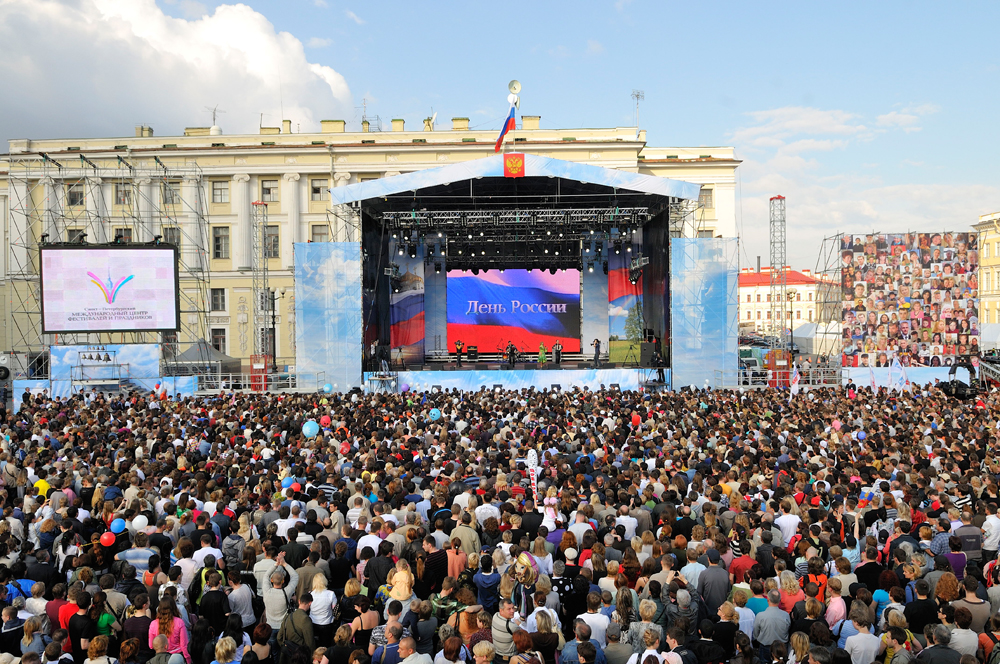
Célébration du Jour de la Russie (12 juin) à Saint Petersbourg en 2007.

Les jours fériés en Russie sont reconnus par le gouvernement russe. Durant un jour férié, les magasins, les administrations et les ambassades sont fermés.

## Jours fériés officiels
| Date        | Nom français                                                                               | Nom local                                 | Remarques |
| ----------- | ------------------------------------------------------------------------------------------ | ----------------------------------------- | --- |
| 1er janvier | Nouvel an                                                                                  | Новый год                                 | Jour férié. La fête de Nouvel an est fériée durant une ou deux semaines dès le 31 décembre. |
| 7 janvier   | Noël (orthodoxe)                                                                           | Рождество Христово                        | Jour férié. |
| 13 janvier  | Nouvel an « ancien » (julien)                                                              | Старый новый год                          | Non férié |
| 23 février  | Fête du Défenseur de la Patrie                                                             | День защитника Отечества                  | Ancienne Fête de l’Armée rouge, aujourd’hui fête des hommes, jour férié |
| 8 mars      | Journée internationale des femmes                                                          | Международный женский день                | Jour férié. |
| 1er mai     | Fête du printemps et du travail (le Pervomaï)                                              | Праздник весны и труда (Первомай)         | Jour férié. |
| 9 mai       | Fête de la victoire de la Grande Guerre patriotique (1941-1945)                            | День Победы в Великой Отечественной войне | Anniversaire de la signature de l’acte de capitulation nazie à l’heure de Moscou (9 mai à 01h01). Jour férié. |
| 12 juin     | Jour de la Russie (Fête de la Souveraineté de la fédération de Russie)                     | День России (День суверенитета РФ)        | Le 12 juin 1990, le Parlement russe démocratiquement élu proclama l’indépendance de la Russie vis-à-vis de l’URSS. Un défilé est organisé sur la place rouge à Moscou depuis 2003. Jour férié depuis 1992, fête officielle depuis 1994, appelée officiellement « Jour de la Russie » depuis 2002. |
| 4 novembre  | Fête de l’unité nationale                                                                  | День национального единства               | Jour férié. |
| 7 novembre  | Jour de la Concorde et de la Réconciliation (jour anniversaire de la révolution d'Octobre) | День согласия и примирения                | Non férié. |
| 12 décembre | Jour de Constitution                                                                       | День Конституции                          | Non férié depuis 2005. |

Mais, il existe aussi des fêtes de corporations (en russe : Профессиональные праздники). Ces jours ne sont pas chômés, mais les plus importants sont célébrés officiellement (12 avril : jour de la cosmonautique ; 28 mai : jour des gardes-frontières ; 5 octobre : jour des enseignants ; 10 novembre : jour de la police…).